# Chenailler-Mascheix

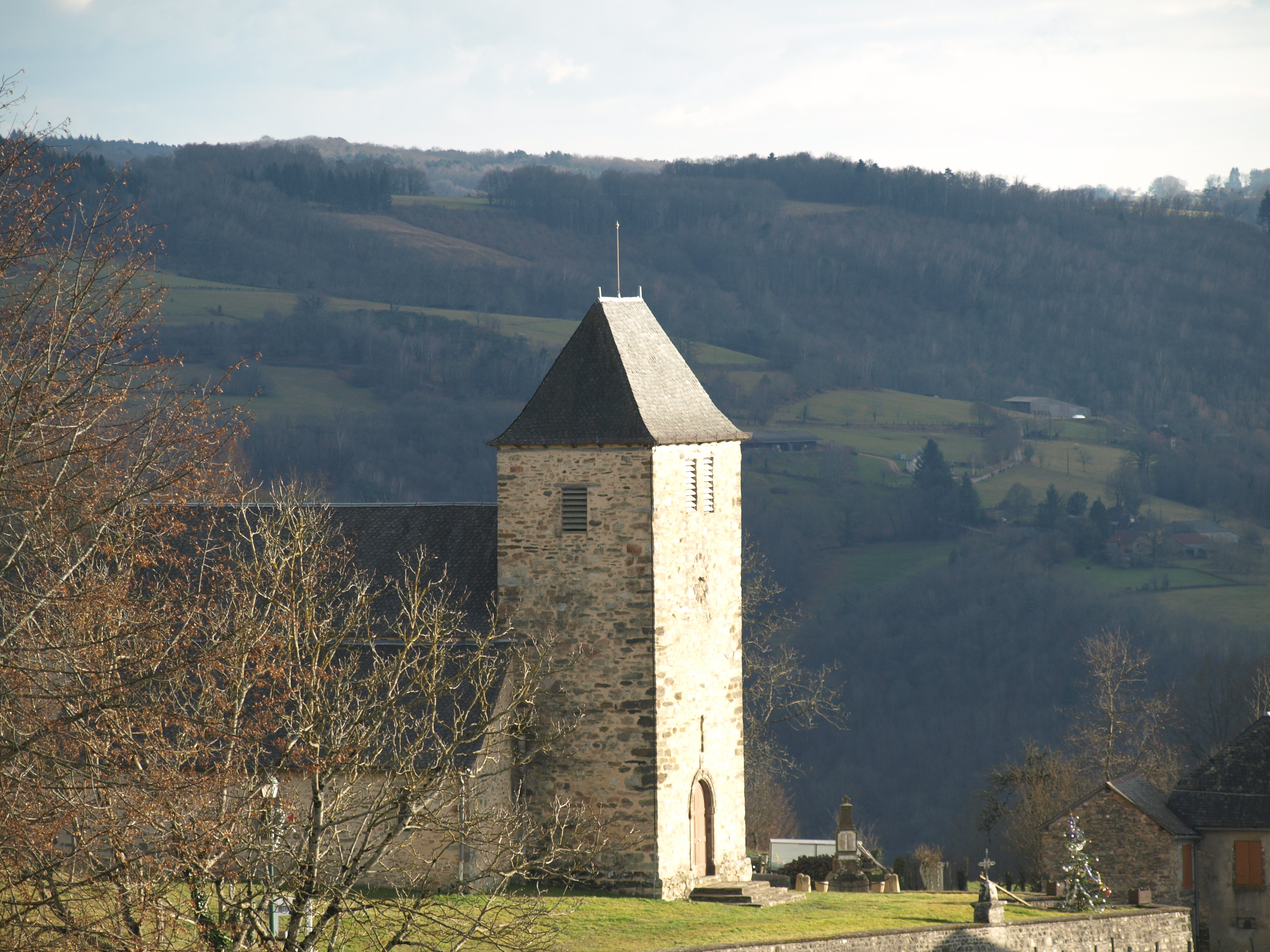
Kościół w Chenailler (2011)

Chenailler-Mascheix – miejscowość i gmina we Francji, w regionie Nowa Akwitania, w departamencie Corrèze.
Według danych na rok 1990 gminę zamieszkiwały 203 osoby, a gęstość zaludnienia wynosiła 13 osób/km² (wśród 747 gmin Limousin Chenailler-Mascheix plasuje się na 428. miejscu pod względem liczby ludności, natomiast pod względem powierzchni na miejscu 429.).

## Populacja

Populacja Chenailler-Mascheix w latach 1962–2008